# 1961年の西ドイツ空軍F-84機による領空侵犯事件
1961年の西ドイツ空軍F-84機による領空侵犯事件は、冷戦の最中の1961年9月14日、西ドイツ空軍の第32戦闘爆撃航空団（JaBoG 32）に所属する2機のリパブリック F-84F サンダーストリーク戦闘爆撃機が、航法上の誤りにより東ドイツの領空を侵犯した後、ベルリン・テーゲル空港に着陸した事件である。
当該の2機は厚い雲層に身を隠しながら多数のソ連空軍の戦闘機から逃れることに成功した。ベルリン・テンペルホーフ空港に居たアメリカ空軍の航空管制担当の伍長は、この2機を引き返させて追撃してくる戦闘機に立ち向かわせることになるよりも、ベルリンに着陸させた方が良いと考え、当該機に着陸するように指示を出した。この事件は歴史的に東西ドイツの関係が困難な時期に発生した。ほんの1か月前には周囲を囲む東ドイツ領や東ベルリンから西ベルリンを隔離するベルリンの壁が建設され、3日後の9月17日には1961年ドイツ連邦議会選挙が行われることになっていた。

## 背景
当時、東西ドイツ間の領空侵犯は日常茶飯事であった。平均して1か月に2機の割合で北大西洋条約機構（NATO）に所属する航空機が東側の領空に侵入し、それよりも遥かに多数のソ連機が西ドイツ領空に侵入してきていた。1961年の8月から9月にかけての4週間に発生したソ連機による西ドイツ領空の侵犯は38回に上った。侵犯の中には相手側の反応をうかがうための意図的なものもあったが、それ以外は空中での境界線を見極めることが困難で、これに起因する過失によるものであった。
第二次世界大戦終結後からドイツ再統一までの期間に、西ドイツの航空機は民間機であれ軍用機であれ西ベルリンへの飛行は禁じられていた。西ベルリンへと通じる3本の空中回廊は西側の元連合国であるイギリス、アメリカ、フランスの3か国の航空機にのみ開放されていた。

## 事件の発生
1961年9月14日、NATO最高司令部はコードネーム「チェックメイト」（Checkmate）の名称の下でフランス、ベルギー、オランダ、デンマーク、西ドイツの各国空軍を軍事演習のために動員した。この演習の一環で、アウクスブルク南のレヒフェルト航空基地に駐留する西ドイツ空軍の第32戦闘爆撃航空団（JaBoG 32）は、隷下の戦闘爆撃機を発進させ、ヴュルツブルクからランを経由してメミンゲンへの三角航路を飛行させることになっていた。
ペーター・プフェッファーコルン（Peter Pfefferkorn）軍曹（Feldwebel）とハンス・エーバール（Hans Eberl）伍長（Unteroffizier）が操縦する2機のF-84戦闘爆撃機は、この飛行航路上でコースを見失った上、プフェッファーコルン機の方位磁針は、40度から60度の間で読み間違えられていた。加えて強い西風が予報よりも勢力を増してきていた。ヴュルツブルクからランの途上で2機のパイロットは、ベルギーのリエージュをフランスのランスと取り違えるほど混乱していた。
間もなく南ヴェストファーレンのヴァールブルク近郊にあるNATOのレーダー基地が、東ドイツ領ケーニヒス・ヴスターハウゼンに向かって東へ飛行するこの2機編隊を捕捉した。編隊の位置を確認しようと相互に交信していた2機のパイロットは、レーダー基地からの引き返すようにという指示の無線連絡を聞き逃した。
東ドイツ領空内にかなり深く入った位置にある、ライプツィヒの北に到達した頃になってようやく、プフェッファーコルンが発信したメーデー信号は直ぐに探知され、驚いた西ベルリンのテーゲルに居たフランスの航空管制官は着陸許可を出した。当初、ベルリン・テンペルホーフ空港のレーダー員は、接近してくるパンアメリカン航空のダグラス DC-6機に気を取られていたため、この2機に気付けなかった。テンペルホーフ空港側がこれに気付いた時、この2機は多数のソ連軍戦闘機の追撃を受けている最中であった。テンペルホーフの管制塔に居たアメリカ空軍の伍長は、この2機に引き返して追撃機に正対するのではなく、テンペルホーフ空港よりも長い滑走路を持ち、よりジェット機に適したテーゲル空港に向かうように指示を出した。この伍長のとった行動と自機が身を隠してきた厚い雲のお蔭で、プフェッファーコルンとエーバールはソ連軍機の追撃をかわし、それ以上の事態を引き起こすことなく無事にテーゲルに着陸した。

## 影響

### 国際関係
この2機が着陸して直ぐ、テーゲル空港のフランス当局は東ベルリンのソ連当局に対し、技術的な困難さによりこの2機の緊急着陸は紛れもなく必要な措置であったと説明した。
当時の西ドイツの国防大臣だったフランツ・ヨーゼフ・シュトラウスは、国防次官のフォルクマー・ホップフをボンのソビエト大使館へ派遣してこの件に関して遺憾の意を表明した。数日の間、ソ連政府はこの事件に関して沈黙を守っていたが、その後公式に西ドイツによる「領空侵犯」に対して抗議し、このような事件が再発するならばいかなる航空機であろうとも撃墜すると警告した。
東ドイツ内のソ連空軍司令部は「制裁を受けずに」領空内を飛行した2機の敵戦闘機にさしたるショックを覚えず、この不手際の要因を西ドイツ軍機捕捉に向けてソ連軍戦闘機を誘導した地上管制の失態の責任にするよりも悪天候のせいにすることを選んだ。

### 西ドイツ内

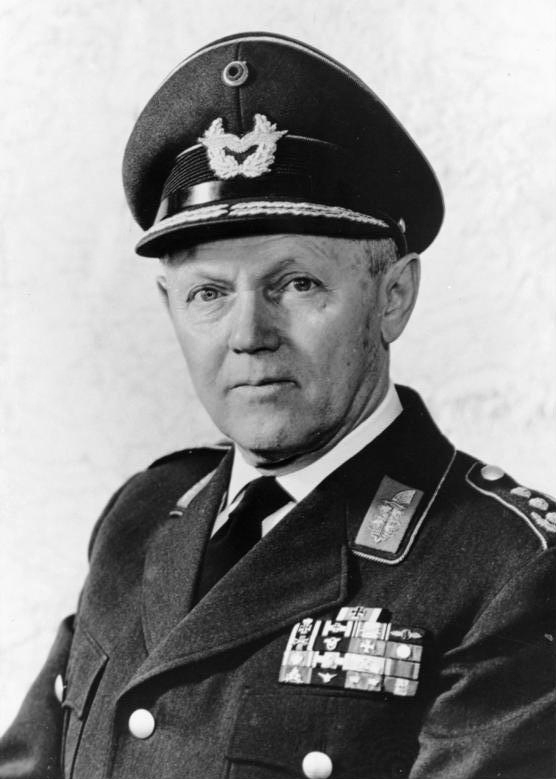
ヨーゼフ・カムフーバー

来る連邦議会選挙で野党ドイツ社会民主党の党首と西ベルリン市長を兼ねるヴィリー・ブラントは、東西ドイツ間の関係に緊張が高まっているこの時期に、この2名のパイロットがどのようにして国際協定を破ることを強いられる状況に陥ったのかを問い質した。当初シュトラウスはこの事件に関する緊急の調査を発表したが、シュトラウスと空軍総監のヨーゼフ・カムフーバーはJaBoG 32の指揮官ジークフリート・バルト中佐を異動し、誰であれ領空侵犯を行った部隊の指揮官は即座に更迭すると発表した。
翌日にカムフーバーがレヒフェルト基地でこの措置を発表すると、前日深夜に深酒をしたカムフーバーとシュトラウスの間で考案されたこの措置は「61年ビール令」（Bier Order 61）とあだ名されることとなった。ジークフリート・バルトにこの事件に関する質問は一切されず、カムフーバーの基地滞在中に弁明は許されなかった。その代わりにバルトの上官で、かつて1944年にヘルマン・ゲーリングに対して異を唱えたことのあるマルティン・ハルリングハウゼン中将がバルトのために釈明を行い、正規の査問を要求した。
2週間後、ハルリングハウゼンは早期退役に追い込まれた。JaBoG 32所属の下士官達がバルトは指揮官の地位に留まるべきという旨の書簡をシュトラウスへ送ったが、これに対して返事はなかった。結局は正規の査問が執り行われ、バルトは無過失という判断がなされたが、この結果を受け入れ難かったカムフーバーは2回目の査問を開始し、この結果は「中佐」という地位に対して一部過失が認められた。続く3回目の査問ではバルトは再び無過失と認定された。その後バルト中佐はフランツ・ヨーゼフ・シュトラウスに対して正式な不服申し立てを上申した。国防大臣のシュトラウスは、彼ら軍人が全て自身の指揮下に在るという理由から、この件に関する箝口令を敷いた。それにもかかわらずバルト解任に当たってのシュトラウスの行いは誤りであると判断され、後にバルトを元の地位へ復帰させなければならなくなった。しかしシュトラウスは、軍事オンブズマンのヘルムート・ハイエが強制的にこれを受け入れさせるまでこの決定を無視し続けた。シュトラウス自身は1962年に起こった『シュピーゲル』・スキャンダルにより国防大臣を辞任せざるを得なくなり、同じ年にカムフーバーも空軍総監の職を辞した。

## 余波
テーゲルに着陸後、当該の2機は直ぐにハンガーに隠され、報道陣は機体の撮影を禁じられた。数年経つとこの2機はアメリカ空軍機の塗装に塗り替えられて、アメリカ空軍のパイロットの操縦で西ドイツへ帰還した、あるいは分解のうえ部品として西側に輸送されたという話が信じられるようになった。フランクフルト・アム・マインからテーゲルに飛来した2機の巨大なダグラス C-124輸送機が、この2機のF-84を引き取りに来たという憶測に油を注いだ。この話のもう一つ別の展開は、この2機がフランス当局によりテーゲルで隠され、後に飛行場内に埋められたが1970年代に不用意に掘り出してしまったというものであった。
2006年にベルリン＝ガートウ飛行場軍事史博物館で開催された展示会にて、テーゲルで埋められて後に掘り出された2機のサンダーストリーク機の写真が公開されたことで、この2機の行方に関する疑問がついに解明された。
この2機のパイロットだったプフェッファーコルンとエーバールは飛行任務から外され、レヒフェルト基地の地上勤務に回された。1958年7月22日からJaBoG 32での運用を開始されたF-84F サンダーストリーク機は、合計8万時間以上の飛行時間を重ねて1966年7月13日にロッキード F-104G スターファイターに更新され同部隊から退役した。

### 1962年の領空侵犯事件

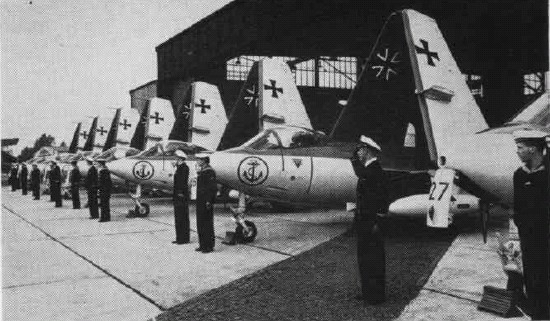
西ドイツ海軍のホーカー シーホーク

F-84機事件の11カ月後に、領空侵犯を行った如何なる航空機をも撃墜するというソ連の警告が現実となった。クヌート・アントン・ヴィンクラー（Knut Anton Winkler）大尉が操縦する西ドイツ海軍のホーカー シーホーク機が、アイゼナハ近郊で偶発的に東ドイツ領空を侵犯してMiG-21戦闘機に銃撃された。大西洋上の空母サラトガでの演習訓練からの帰還途中だったヴィンクラーは、ブレーメンの南45 kmのアールホルンに緊急着陸せざるを得なくなり、その後この機体は除籍された。ヴィンクラー自身はこの事件から4年も経たない1966年5月10日にロッキード F-104 スターファイター機による事故で死亡した。